# LAMP

The LAMP software bundle (here additionally with Squid). A high performance and high-availability solution for a hostile environment

LAMP je zkratka, která v informatice označuje sadu svobodného softwaru používaného jako platforma pro implementaci dynamických webových stránek. Zahrnuje tyto technologie:
- Linux – operační systém
- Apache – webový server
- MariaDB nebo MySQL – databázový systém
- PHP, Perl, nebo Python – skriptovací programovací jazyky

Jednotlivé technologie se vyvíjejí samostatně a podle preferencí tvůrce webových stránek mohou být nahrazeny alternativami (např. Perl nebo Python místo PHP, PostgreSQL nebo MySQL místo MariaDB apod.), nicméně výše popsaná hierarchie definuje charakteristický přístup k vývoji a údržbě webových aplikací a zkratka LAMP je používána i pro řešení, jejichž komponenty mají jiná počáteční písmena.